# Пинчанези II (Кјети)
Пинчанези II (итал. Pincianesi II) је насеље у Италији у округу Кјети, региону Абруцо.
Према процени из 2011. у насељу је живело 10 становника. Насеље се налази на надморској висини од 587 м.